# Selahattin Demirtaş
Selahattin Demirtaş (Palu, Elazığ, Turkije, 10 april 1973) is een Koerdische politicus en advocaat met een Turkse nationaliteit. Demirtaş spreekt Zazakî (Koerdisch dialect). In 2007 begon hij zijn politieke carrière  bij de Democratische Samenlevingpartij (DTP). In 2008 maakte Demirtaş deel uit van de Partij voor Vrede en Democratie (BDP). Vanaf 22 juni 2014 tot 11 maart 2018 was hij de leider van de linkse Democratische Volkspartij (HDP). Sinds 4 november 2016 zit hij in de gevangenis.

## Verkiezingen
Tijdens de lokale verkiezingen van 30 maart 2014 behaalde de BDP met co-voorzitters Selahattin Demirtaş en Gültan Kışanak 2.027.782 stemmen, oftewel 4,16%. In juni 2014 gingen bijna alle parlementsleden van de BDP over tot de HDP. Op 11 juli 2014 ging de BDP over tot naamswijziging: Democratische Regio Partij (DBP), waarmee de HDP een samenwerkingsverband mee heeft.
Demirtaş deed mee aan de Turkse presidentsverkiezingen van 2014 en wierp zich op als tegenstander van president Erdoğan waar hij als derde eindigde met 9,77% van de stemmen.
Het resultaat van de Turkse algemene verkiezingen van juni 2015 betekende dat de HDP van Demirtaş met 13,12% van de stemmen in het Turkse parlement kwam. De HDP slaagde erin bij deze verkiezingen van 2015 de kiesdrempel van 10% te halen. Hiermee verloor de AKP voor het eerst sinds 13 jaar aan stemmen en was het de meerderheid in het parlement kwijt. Mede door dit resultaat verloor de regerende Partij voor Rechtvaardigheid en Ontwikkeling (AKP) 8,96 procentpunt en kwam op 40,87% van de stemmen. De HDP leverde met Ali Haydar Konca (minister van EU Zaken) en Müslüm Doğan (minister van Ontwikkelingszaken) twee ministers aan het 63 ste Turks interim-kabinet. Zij dienden 22 september 2015 hun ontslag in.
Bij de parlementsverkiezingen van november 2015 behaalde de HDP 5.148.085 stemmen, oftewel 10,76% van de stemmen en 59 van de 550 zetels. Dit betekende een verlies van 2,36 procentpunt en 21 zetels. Deze verkiezing werd wel door de AKP gewonnen, hoewel de HDP erin slaagde de kiesdrempel opnieuw te halen.
Opvolgers Sezai Temelli en Pervin Buldan werden op het derde partijcongres van 11 februari 2018 gekozen tot co-voorzitters van de partij. Demirtaş bleef nummer een op de lijst.
De HDP behaalde in de parlementsverkiezingen van juni 2018 5.866.309 stemmen wat overeenkomt met 11,70% van het totaal aantal stemmen. De partij bemachtigde 67 van de 600 beschikbare zetels in het parlement. Presidentskandidaat Demirtaş kreeg 4.205.794 stemmen voor de presidentsverkiezingen van juni 2018, wat overeenkomt met 8,4% van het totaal aantal stemmen.

## Gevangenschap
Op 4 november 2016 werden co-voorzitters Demirtaş, Figen Yüksekdağ en negen andere HDP-parlementsleden gearresteerd en door het gerecht van Diyarbakir in verdenking gesteld van het bevorderen, aanmoedigen en logistiek ondersteunen van een terroristische organisatie. De EU en de VS maakten bezwaar tegen wat ze beschouwden als politiek gemotiveerde gevangenzettingen. Demirtaş ziet zichzelf als een politiek gevangene.
De voormalig HDP co-voorzitter kreeg 4 december 2018 een straf opgelegd van vier jaar en acht maanden voor het maken van propaganda voor de PKK en zijn leider, vanwege zijn toespraak in 2013 te Zeytinburnu. De PKK staat op de NAVO en EU terreurlijst en de verheerlijking van terreur is volgens het Turks strafrecht strafbaar, zoals dit het geval is in Frankrijk, Engeland, Wales, Denemarken en Spanje.
Alhoewel het Europees Hof voor de Rechten van de Mens op 20 november 2018 oordeelde dat Demirtaş moest worden vrijgelaten in afwachting van zijn vonnis, betekende het vonnis van 4 december 2018 van het Hof van Justitie in Istanboel dat hij rekeninghoudende met zijn periode in voorarrest nog zijn straf moet uitzitten. Dit betekende de vernietiging van het vonnis van het Europees Hof voor de Rechten van de Mens, zoals ook onderschreven wordt door Demirtaş' advocaat. In andere processen werd hij ook beschuldigd van smaad tegen Erdogan. De correctionele rechtbank van eerste aanleg in Ankara besloot in december 2018 om de aanklachten vanwege smaad te bundelen in één proces, hetgeen zijn advocaten ook wensten.
Na beroep door de Turkse regering bevestigde de Grote Kamer van het Hof (17 rechters) op 22 december 2020 de veroordeling van Turkije.
- Bibliothèque nationale de France: cb178418076 (data)
- CiNii: DA19597259
- Gemeinsame Normdatei: 1160436304
- International Standard Name Identifier: 0000 0004 5493 2858
- Library of Congress Control Number: no2017165686
- Bibliotheek van het Japanse parlement: 001346015
- Nederlandse Thesaurus van Auteursnamen: 419664408
- Réseau des bibliothèques de Suisse occidentale: 02-A027665851
- Système universitaire de documentation: 221504311
- Virtual International Authority File: 19145304727178610095
- WorldCat: E39PBJbtr8TpcWdPfMkvvMjBfq